# C. J. Graham
C. J. Graham (Seattle, Estado de Washington, 26 de febrero de 1957) es un actor y doble de cine que se hizo popular por haber interpretado a Jason Voorhees en la sexta película de Viernes 13.

## Trayectoria
Antes de actuar Graham era dueño de un club nocturno, luego fue seleccionado para que interpretara al infame asesino de la serie de Viernes 13 en la sexta entrega de la secuela: lo eligieron por su gran tamaño físico (mide 1.91 metros) y porque el primer actor seleccionado para interpretar a Jason no conformó al director de la película, por lo que Graham fue elegido para este papel a último momento. Aunque no estuvo acreditado, Graham incluso realizó varias escenas peligrosas.
Hasta el año 2005, Graham apareció solo una vez más en el cine, en un pequeño papel en la película Highway to Hell, estrenada en 1992.
Además C. J. Graham perteneció a las fuerzas armadas de los Estados Unidos desde 1974 hasta 1978.
Actualmente es mánager de un casino localizado en Las Vegas. Tiene un solo hijo.